# Peloscolex superiorensis
Peloscolex superiorensis är en ringmaskart som beskrevs av Nrinkhurst och Cook 1966. Peloscolex superiorensis ingår i släktet Peloscolex och familjen glattmaskar. Inga underarter finns listade i Catalogue of Life.